# Russisch-Persischer Krieg (1804–1813)
Der Russisch-Persische Krieg von 1804 bis 1813 war der dritte in einer Reihe von Kriegen zwischen dem Russischen Reich und Persien, die als Russisch-Persische Kriege bezeichnet werden. Im Krieg ging es um die Vorherrschaft im Kaukasus.

## Ursachen
Nach dem Tod von Karim Khan-e Zand, einem Zand-Herrscher des südlichen Persiens, begann Aga Mohammed Khan vom Stamm der Kadscharen 1779 mit der Vereinigung Persiens. 1794 hatte er alle seine Rivalen ausgeschaltet, auch den letzten Zand-Prinzen Lotf Ali Khan, und den persischen Einfluss auf Kartlien-Kachetien, Armenien und Teile Aserbaidschans ausgeweitet. 1796 wurde er zum Schah gekrönt. 1797 wurde er ermordet, ihm folgte sein Neffe Fath Ali Schah. Dieser wollte die Grenzen Persiens über die bisherigen ausdehnen.
Der Schah beanspruchte die Khanate Karabag, Schirwan, Talysch und Scheki. Dadurch gerieten die Perser in Konflikt mit Russland, das 1801 Kartlien-Kachetien annektiert hatte, das ebenso von Persien beansprucht wurde. Nun wollten die Russen militärisch nach Süden vorstoßen, um ihre Grenzen bis an den Fluss Aras auszudehnen.

## Ausgangslage
Russland konnte es sich nicht erlauben, einen großen Teil seiner Truppen in den Kaukasus zu verlegen, da das Hauptaugenmerk Zar Alexanders I. auf Konflikten in Europa mit Frankreich, Schweden und dem Osmanischen Reich lag. Daher musste die russische Armee auf überlegene Technik setzten, um gegen die zahlenmäßig stärkere persische Armee bestehen zu können. Der persische Prinz Abbas Mirza versuchte, mithilfe von französischen und britischen Experten die persische Armee zu modernisieren, doch gelang dies nicht rechtzeitig. Die persische Armee bestand größtenteils aus unorganisierter Kavallerie.

## Verlauf
Der Krieg wurde ausgelöst durch den Angriff der russischen Kommandanten Iwan Gudowitsch und Pawel Zizianow auf Etschmiadsin, die heiligste Stadt in Armenien. Die Stadt war zu dieser Zeit Teil des Khanats Jerewan, das unter persischer Oberhoheit stand. Die Belagerung wurde aber abgebrochen, weil die Truppen nicht ausreichten. Nach der erfolglosen Belagerung von Etschmiadsin zog Gudowitsch weiter nach Jerewan, das er jedoch ebenso wenig einnehmen konnte. 
Fath Ali Schah wandte sich an das Vereinigte Königreich um politische und militärische Unterstützung. Das lehnte jedoch ein militärisches Abkommen mit Persien ab, da es mit Russland verbündet war. Fath Ali Schah fragte daraufhin in Frankreich, das sich mit Großbritannien, Preußen und Russland im Krieg befand, um Unterstützung nach und entsandte eine Delegation zu Napoleon Bonaparte, der sich zu diesem Zeitpunkt im westpreußischen Schloss Finckenstein aufhielt. Von Napoleon wurde dort am 4. Mai 1807 mit dem Vertrag von Finckenstein die Franko-Persische Allianz geschlossen, in dem Persien umfassende personelle und materielle militärische Unterstützung zugesagt wurde. Im Gegenzug sollte Persien Großbritannien den Krieg erklären und alle britischen Staatsbürger aus Persien ausweisen. Ferner sollte Persien auf Afghanistan einwirken, eine gemeinsame französisch-persisch-afghanische Invasion nach Indien durchzuführen.
Nachdem die russischen Truppen am 14. Juni 1807 in der Schlacht bei Friedland gegen Napoleons Heer eine schwere Niederlage erlitten hatten, nahm Zar Alexander I. Verhandlungen mit der französischen Seite auf, die zunächst am 23. Juni zu einem Waffenstillstand und am 7. Juli 1807 zum Frieden von Tilsit führten. Mit diesem Friedensschluss wurden Frankreich und Russland Verbündete. Im Frieden von Tilsit wird Georgien mit keinem Wort erwähnt. Napoleon hatte Fath Ali Schah angeboten, in der Georgienfrage zu vermitteln. Russland erklärte sich zu einer friedlichen Regelung der strittigen Fragen bereit. Doch Fath Ali Schah bestand darauf, dass ein Frieden mit Russland nur möglich wäre, wenn Georgien vollständig an Iran abgetreten werde. Fath Ali Schah schloss 1809 mit den Briten ein neues Bündnisabkommen, das vorsah, dass Iran die Allianz mit Frankreich aufgab. Was die militärische Unterstützung gegen Russland anging, hielten sich die Briten zurück.
1810 erklärten die Perser den Krieg zu einem „heiligen Krieg“. Trotzdem gelangen den Russen weiterhin Siege, wie die Einnahme von Lənkəran. Trotz der geringeren russischen Armeestärke von maximal 10.000 Mann konnten die Russen ihre Vorteile in Technik und Strategie nutzen und so den Krieg gewinnen. Allerdings konnten die Perser starken Widerstand leisten, sodass sich der Krieg bis 1813 in die Länge zog.

## Ergebnis
Nach der persischen Kapitulation wurde am 12. Oktoberjul. / 24. Oktober 1813greg. der Friede von Gulistan unterzeichnet, durch den Russland sein Territorium bis an die Flüsse Kura und Aras ausdehnen konnte. In der Folgezeit wurden die Khane von Aserbaidschan nach und nach abgesetzt oder verstarben, sodass die Gebiete russische Provinzen wurden. Darüber hinaus wurde Russland das alleinige Recht eingeräumt, das Kaspische Meer mit Kriegsschiffen zu befahren, was das Kaspische Meer faktisch zu einem russischen See machte.
1828 kam es zu einem weiteren Russisch-Persischen Krieg. Auch dieser endete mit einer Niederlage Persiens.